# 凯拉巴德
凯拉巴德（Khairabad），是印度北方邦Mau县的一个城镇。总人口12056（2001年）。

## 人口
该地2001年总人口12056人，其中男性6122人，女性5934人；0—6岁人口2791人，其中男1436人，女1355人；识字率59.70%，其中男性为65.49%，女性为53.72%。